# Chế độ ăn chay bán phần
Một chế độ ăn chay bán phần (hay ăn chay linh hoạt, tiếng Anh: semi-vegetarian hoặc flexitarian) là một chế độ ăn dựa vào các loại thực vật và thỉnh thoảng bao gồm cả thịt. Vào năm, hội American Dialect Society đã bình chọn từ flexitarian là từ được dùng nhất năm. Thuật ngữ này nhằm để phân biệt với chế độ ăn thuần chay (ăn chay toàn phần).

## Sự khác biệt trong thuật ngữ với các chế độ ăn tương tự
Ăn chay là thực hành kiêng ăn thịt. Cùng với thuật ngữ flexitarian - ăn chay linh hoạt, được liệt kê trong từ điển Merriam-Webster's Collegiate điển hình vào năm 2012, từ mới khác cho bán ăn chay là reducetarianism - chủ nghĩa rút gọn và lessetarianism.
Các lý do phổ biến cho việc áp dụng chế độ ăn bán chay là vấn đề đạo đức liên quan đến phúc lợi động vật (bao gồm cả sức khỏe) hoặc quyền động vật, môi trường hay làm giảm sử dụng tài nguyên, đó cũng là lập luận ủng hộ việc áp dụng một chế độ ăn chay hoàn toàn. Trong khi ăn bán chay có thể tiêu thụ thỉnh thoảng các sản phẩm từ thịt hoặc động vật như một hình thức nới lỏng trong chế độ ăn uống, những người ăn chay trung thành có thể phẫn nộ từ ngữ hoặc xem điều đó như gian lận hoặc là một sự mất trí đạo đức. Ngược lại, nhiều người thuần chay chấp nhận ăn bán chay như là một cách mở rộng hơn của đạo đức của việc ăn thịt, với tác động làm ngăn chặn nhiều hơn nhiều thú vật phải chịu đựng đau khổ và sự tàn phá môi trường nếu như công chúng xem việc giảm thịt như tất cả - hoặc - không có gì.
Xếp hạng theo U.S. News & World Report,, với sự tham giam một nhóm các chuyên gia,  đánh giá 32 chế độ ăn phổ biến dựa trên một số biến bao gồm cả sức khỏe, giảm cân. Trong danh sách năm 2014, chế độ ăn bán chay ở vị trí thứ sáu, trước cả chế độ ăn chay và thuần chay. Cụ thể chế độ ăn bán chay bao gồm:
- Pollotarian: một người ăn thịt gà hoặc gia cầm khác, nhưng không phải thịt từ động vật có vú, thường là vì lý do môi trường, sức khỏe hoặc phong trào công lý thực phẩm.[19][20]
- Pescetarian: một người ăn cá hoặc hải sản khác, nhưng không phải gia cầm hay thịt từ động vật có vú.
- Pollo-pescetarian: một người ăn cả gia cầm và cá / hải sản,  không có thịt từ động vật có vú.
- Macrobiotic diet (Thực dưỡng): thức ăn từ thực vật, và có thể, bao gồm thỉnh thoảng cá hoặc hải sản khác.[21]

Một thuật ngữ khác, không thường được sử dụng, là meat minimalist (ăn thịt tối thiểu), nơi người ta giữ mức tiêu thụ thịt của họ ở mức tối thiểu.
Ở Vương quốc Anh, chủ nghĩa thuần chay, ăn chay và ăn chay linh hoạt đều đang gia tăng. Các nhà bán lẻ thực phẩm lớn đang tăng lượng hàng chay và các sản phẩm chay để đáp ứng nhu cầu gia tăng này.

## So sánh chế độ ăn thuần chay, ăn chay và ăn bán chay
| Name                    | Gia súc | Gia cầm | Hải sản | Bơ sữa | Trứng | Mật ong | Nguồn gốc Rau | Quả, Quả kiên, hạt |
| ----------------------- | ------- | ------- | ------- | ------ | ----- | ------- | ------------- | ------------------ |
| Fruitarianism           | Không   | Không   | Không   | Không  | Không | Đôi khi | Không         | Có                 |
| Jain vegetarianism      | Không   | Không   | Không   | Có     | Không | Không   | Không         | Có                 |
| Vegan diet              | Không   | Không   | Không   | Không  | Không | Không   | Có            | Có                 |
| Veggan diet             | Không   | Không   | Không   | Không  | Có    | Không   | Có            | Có                 |
| Lacto vegetarianism     | Không   | Không   | Không   | Có     | Không | Có      | Có            | Có                 |
| Greek Orthodox fasting  | Không   | Không   | Có      | Không  | Không | Có      | Có            | Có                 |
| Ovo vegetarianism       | Không   | Không   | Không   | Không  | Có    | Có      | Có            | Có                 |
| Ovo-lacto vegetarianism | Không   | Không   | Không   | Có     | Có    | Có      | Có            | Có                 |
| Pescetarianism          | Không   | Không   | Có      | Có     | Có    | Có      | Có            | Có                 |
| Pollo-vegetarianism     | Không   | Có      | Không   | Có     | Có    | Có      | Có            | Có                 |
| Pollo-pescetarianism    | Không   | Có      | Có      | Có     | Có    | Có      | Có            | Có                 |